# Мицеллы

Схематическое изображение мицеллы фосфолипида в водном растворе

Мицеллы (уменьшительное от лат. mica «частица, крупинка») — это агрегаты поверхностно-активных веществ (ПАВ) в коллоидном растворе (зо́лe), состоящие из большого количества амфифильных молекул. Как пример можно привести мицеллы додецилсульфата в воде. Раствор ПАВ, в котором мицеллы находятся в равновесии с одиночными неассоциированными молекулами — мономерами — называется мицеллярным раствором.
Переход к мицеллообразованию происходит в узком интервале концентраций, и его можно трактовать как фазовый переход 2-го рода. Причиной мицеллообразования в водных растворах является гидрофобный эффект, а в средах из неполярных молекул — взаимное притяжение полярных групп молекул ПАВ.
Ниже определённой температуры (точки Крафта) образование мицелл не происходит, а при увеличении концентрации ПАВ наблюдается кристаллизация. При приближении концентрации ПАВ к критической концентрации мицеллообразования происходит резкое изменение свойств раствора: электропроводности, поверхностного натяжения, коэффициента рассеяния света и т. д.
Мицеллярные системы вызывают большой интерес как с точки зрения различных физико-химических технологических приложений (см., например, мицеллярный катализ), так и своеобразия самого механизма мицеллообразования. В частности, этот интерес связан с полиморфизмом мицелл — способностью молекул ПАВ образовывать агрегаты различной формы — сферической, цилиндрической, нитевидной. Одним из важных свойств, вытекающим непосредственно из строения молекул ПАВ, является солюбилизация. Применение свойства солюбилизации — это эмульсионная полимеризация, изготовление пищевых продуктов, получение фармацевтических препаратов.

## История
Способность молекул ПАВ в растворе образовывать мицеллы известна уже более ста лет и широко применяется в современном мире. Первую работу по этой теме в начале 20 века выполнил канадский химик Джеймс Уильям МакБейн. Уже в 1913 году он постулировал существование мицелл для объяснения хорошей электролитической проводимости растворов пальмитиновой кислоты. Тем не менее, основы теоретического описания кинетики мицеллообразования были заложены значительно позже — в 1970-х годах — в работах Анианссона. За последние семнадцать лет[когда?] кинетическая теория мицеллообразования была значительно расширена, углублена и представлена в терминах теории агрегационных процессов на основе разностных и континуальных кинетических уравнений Беккера-Дёринга и обобщенных кинетических уравнений Смолуховского.

## Применение
Применение явления мицеллообразования непосредственно связано с применением ПАВ в быту, косметологии (мицеллярная вода), науке и промышленности. В аналитической химии мицеллы используются в качестве псевдостационарной фазы при проведении мицеллярной электрокинетической хроматографии (МЭКХ).

## Строение мицелл

Структура шарика из молекул мыла (мицеллы), объединяющего
кристаллы стеарата натрия, такова, что внешняя поверхность гидрофильна (притягивается к воде), а внутренняя часть липофильна (притягивает и растворяет жиры)

В каждой молекуле длинный гидрофобный радикал связан с полярной (гидрофильной) группой. При образовании мицеллы молекулы объединяются так, что гидрофобные радикалы образуют ядро (внутреннюю область), а гидрофильные группы — поверхностный слой мицеллы. Минимальную концентрацию поверхностно-активных веществ в растворе, при которой в системе образуются устойчивые мицеллы, находящиеся в равновесии с неассоциированными молекулами поверхностно-активного вещества, называют критической концентрацией мицеллообразования. Если дисперсионной средой является органическая жидкость, ориентация молекул в мицелле может быть обратной: ядро содержит полярные группы, а гидрофобные радикалы обращены во внешнюю фазу (обратная мицелла).
Мицеллы - частицы в коллоидных системах, состоящие из нерастворимого в данной среде ядра очень малого размера, окружённого стабилизирующей оболочкой адсорбированных ионов и молекул растворителя. Например, мицелла сульфида мышьяка имеет строение:
{(As2S3)m•nHS−•(n-x)H+}x-•хН+
Средний размер мицелл от 10−7 до 10−5 см.

## Полиморфизм мицелл
Мицеллы могут существовать в состояниях с различными равновесными структурами и в различных внешних формах, устойчивых при различных концентрациях ПАВ в мицеллярном растворе.
При концентрациях ПАВ, меньших первой критической концентрации (ККМ1), на границе раздела между полярной и неполярной средами образуется монослой из молекул ПАВ — «частокол Лэнгмюра». При концентрациях ПАВ, близких к ККМ1, в растворе начинают формироваться сферические мицеллы. Далее, с увеличением концентрации ПАВ строение мицелл усложняется: сферические превращаются в глобулярные (сплюснутые с полюсов сферы) и затем, при достижении второй критической концентрации (ККМ2) — в цилиндрические мицеллы. При дальнейшем повышении концентрации последовательно начинают формироваться более сложные мицеллярные структуры, элементы которых также являются мицеллами — супермицеллы.
И наконец, при дальнейшем увеличении ПАВ в растворе не только изменяется форма и увеличивается размеры мицелл, но и происходит их активное объединение в один большой кластер. Это явление называется гелеобразованием.

## Кинетика мицеллообразования
Эволюция концентрации мицелл описывается в терминах теории агрегационных процессов на основе уравнений Беккера-Дёринга.

## Примеры
- Трёхкомпонентная микроэмульсия[англ.], созданная в 1980-х гг. в Университете Нанси I в качестве экспериментального кислородопереносчика, содержала мицеллы в форме эллипсоида с размерами 100×300 Å и составом[англ.] из 2000 молекул ПФД, окружённых 1200 молекулами ПАВ; при этом на одну молекулу ПАВ приходилось до 20 присоединённых молекул воды.[5]